# Paral·lel 38° sud
El paral·lel 38° sud és una línia de latitud que es troba a 38 graus sud de la línia equatorial terrestre. Travessa l'oceà Atlàntic, l'Oceà Índic, l'Australàsia, l'Oceà Pacífic i Amèrica del Sud, inclosos els Andes i la Patagònia.
En aquesta latitud el sol és visible durant 14 hores, 48 minuts durant el solstici d'hivern i 9 hores, 32 minuts durant el solstici d'estiu.

## Geografia
En el sistema geodèsic WGS84, al nivell de 38° de latitud sud, un grau de longitud equival a 87,831 km; la longitud total del paral·lel és de 31.620 km, que és aproximadament 79,0% de la de l'equador, del que es troba a 4.207 km i a 5.794 km del pol Sud

## Arreu del món
A partir del Meridià de Greenwich i cap a l'est, el paral·lel 38° sud passa per: 
| Coordenades                               | País. Territori o mar | Notes |
| ----------------------------------------- | --------------------- | --- |
| 38° 0′ S, 0° 0′ E / 38.000°S,0.000°E      | Oceà Atlàntic         | |
| 38° 0′ S, 20° 0′ E / 38.000°S,20.000°E    | Oceà Índic            | Passa al sud d'illa Amsterdam, Terres Australs i Antàrtiques Franceses                                                                                         |
| 38° 0′ S, 140° 32′ E / 38.000°S,140.533°E | Austràlia             | Austràlia Meridional Victòria - passa a través de la badia de Port Phillip, al sud de Melbourne                                                                |
| 38° 0′ S, 147° 42′ E / 38.000°S,147.700°E | Oceà Pacífic          | Mar de Tasmània |
| 38° 0′ S, 174° 47′ E / 38.000°S,174.783°E | Nova Zelanda          | Illa del Nord |
| 38° 0′ S, 178° 21′ E / 38.000°S,178.350°E | Oceà Pacífic          | |
| 38° 0′ S, 73° 28′ O / 38.000°S,73.467°O   | Xile                  | Regió del Bío-Bío Araucania Regió del Bío-Bío |
| 38° 0′ S, 71° 5′ O / 38.000°S,71.083°O    | Argentina             | Província del Neuquén Província de Río Negro La Pampa Província de Buenos Aires – passa a través de Mar del Plata (at 38° 0′ S, 57° 35′ E / 38.000°S,57.583°E) |
| 38° 0′ S, 57° 33′ O / 38.000°S,57.550°O   | Oceà Atlàntic         | |